# Andris Jēkabsons
Andris Jēkabsons, né le 17 mars 1961, à Liepāja, en République socialiste soviétique de Lettonie, est un ancien joueur soviétique de basket-ball. Il évolue durant sa carrière au poste d'ailier. Il est le père de la basketteuse Anete Jēkabsone.

## Palmarès
- Finaliste du championnat du monde 1986